# Kongói tömpeujjú-vidra
A kongói tömpeujjú-vidra (Aonyx congicus) az emlősök (Mammalia) osztályának a ragadozók (Carnivora) rendjébe, ezen belül a menyétfélék (Mustelidae) családjába és a vidraformák (Lutrinae) alcsaládjába tartozó faj.

## Alfajai
- Aonyx congica congica
- Aonyx congica microdon
- Aonyx congica phillippsi

## Előfordulása
Afrikában, a Kongó-medencében honos.

## Megjelenése
A kongói tömpeujjú-vidra hossza átlagosan 1,5 méter, súlya pedig 20 kilogramm. Bundája sötétbarna. Nyaka és arca fehér színű.

## Táplálkozása
Fő táplálékai rákok, kagylók, csigák és kukacok.

## Külső hivatkozások
- A faj szerepel a Természetvédelmi Világszövetség Vörös Listáján. IUCN. (Hozzáférés: 2009. szeptember 21.)
- Képek a fajról